# Молль, Иосиф
Максимилиан Иосиф Молль (нем. Maximilien Joseph Moll; 14 октября 1813, Кёльн — 28 июня 1849, Гаггенау) — деятель германского и международного рабочего движения, часовщик. Революционер, активный участник Революции 1848—1849 в Германии. Пионер немецкого социализма, один из первых соратников Карла Маркса и Фридриха Энгельса.

## Ранние годы
Родился в бедной рабочей семье Иоганна Кристиана Генриха Франца Молля (род. 1773) и Марии Елизаветы Алоизы Бухмюллер. По профессии часовщик. После ученичества Молль много скитался по Европе в поисках работы, что было привычно для ремесленников того времени. Во время своих странствий через ряд немецких рабочих ассоциаций познакомился с радикальными политическими и экономическими идеями.

## «Молодая Германия»
В 1834 году в Швейцарии вступил в тайное общество «Молодая Германия», по образцу «Молодой Италии» Мадзини выступавшее за подобное сочетание революционной демократии, национализма и социальных реформ. В этот период завязалась его дружба с революционером Карлом Шаппером. В 1836 году Молль был изгнан из Швейцарии и перебрался в Париж, где вступил в «Союз справедливых», находившийся тогда под влиянием коммуниста-утописта Вильгельма Вейтлинга.

## «Союз справедливых»
В 1839 году «Союз справедливых» принял участие в восстании, организованном пролетарским клубом «Общество времен года» во главе с Арманом Барбесом и Огюстом Бланки. Выступление было подавлено, и Молль как один из видных деятелей «Союза» был вынужден бежать в Великобританию. В 1840 году он выступил одним из основателей лондонского Просветительского общества немецких рабочих. Также был среди учредителей общества «Братские демократы». В 1846 году он стал членом Центрального комитета «Союза справедливых» (переместившегося в Лондон). Под влиянием Карла Маркса, сменившего Вейтлинга в качестве идеологического лидера группы, «Союз» был реорганизован в «Союз коммунистов». Молль был снова избран в его Центральный Комитет с 1847 года.

## Революция и гибель
Когда в Европе разразились революции 1848 года, Молль вернулся в Германию. Он отправился в Кёльн, где в июле — сентябре 1848 года был председателем Кёльнского рабочего союза и распространял марксистские идеи среди его членов. Член Рейнского окружного комитета демократов, в сентябре 1848 года участвовал в восстании. Чтобы избежать ареста, бежал в Лондон, но позже тайно вернулся в Германию. В мае 1849 года он участвовал в демократической революции в Бадене (Баденско-пфальцском восстании) и в боевых действиях, сражался в одном отряде с Энгельсом. 28 июня 1849 года он был смертельно ранен в Ротенфельсе, недалеко от Мурга.

## Значимость
Молль был важной фигурой в раннем немецком рабочем движении, сыграв роль в создании нескольких рабочих союзов. Первоначально сторонник утопического социализма и ремесленного коммунизма Вильгельма Вейтлинга, стал одним из первых соратников Карла Маркса и к концу 1840-х годов перешёл на позиции научного социализма.
В его честь в 1960 году названа улица в Берлине (Mollstraße).